# Stadion MOSiR Rybnik
Stadion MOSiR Rybnik może pomieścić 10 304 osoby. Wszystkie miejsca są siedzące. Stadion jest oświetlony lampami o natężeniu 1200 luksów.

## Opis obiektu
Stadion miejski, na którym rozgrywa swe mecze drużyna piłkarska oraz rybnicka drużyna żużlowa, jest częścią kompleksu sportowo – rekreacyjnego, położonego na peryferiach miasta. W jego skład, poza stadionem piłkarsko-żużlowym, wchodzi stadion lekkoatletyczny, kąpielisko "Ruda" oraz boiska treningowe sekcji piłkarskiej. Pierwsze zawody na obecnym w stadionie w Rybniku przeprowadzono w czerwcu 1939 roku na bieżni wyłożonej mączką ceglaną.
Na przełomie wieków stadion został zmodernizowany. Najpierw, zimą 2000 roku przebudowano tor – zmianie uległa jego geometria oraz podstawowe parametry (długość, szerokość). Stare, niezbyt bezpieczne bandy, wymieniono na nowe, założono nowy drenaż, gdyż poprzedni praktycznie już nie działał. W roku 2001 rozpoczął się remont trybun. Zmodernizowane zostały całe trybuny, włącznie z trybuną krytą. W lutym 2003 roku zamontowano cztery czterdziestometrowe słupy oświetleniowe. Przed sezonem 2006 zostały ponadto zamontowane dmuchane bandy, które stały się warunkiem dopuszczenia stadionu do rozgrywania meczów Ekstraligi.  
W 2013 r. dokonano modernizacji stadionu, w ramach której przebudowano boisko do piłki nożnej, tak by mogło ono spełniać wymogi Polskiego Związku Piłki Nożnej.  Pod murawą zainstalowano nowoczesny system nawadniania i podgrzewania murawy. Powiększenie boiska oznaczało także, że trzeba było przebudować żużlowy tor okalający pole do gry.  

## Wydarzenia

### Koncerty
- 13 czerwca 2011 -  Bryan Adams[3]
- 11 lipca 2012 -  Guns N’ Roses[4]
- 14 września 2013 -  Rod Stewart[5]
- 22 czerwca 2014 - 30 Seconds to Mars[6]
- 25 sierpnia 2015 -  Linkin Park[7]

## Galeria

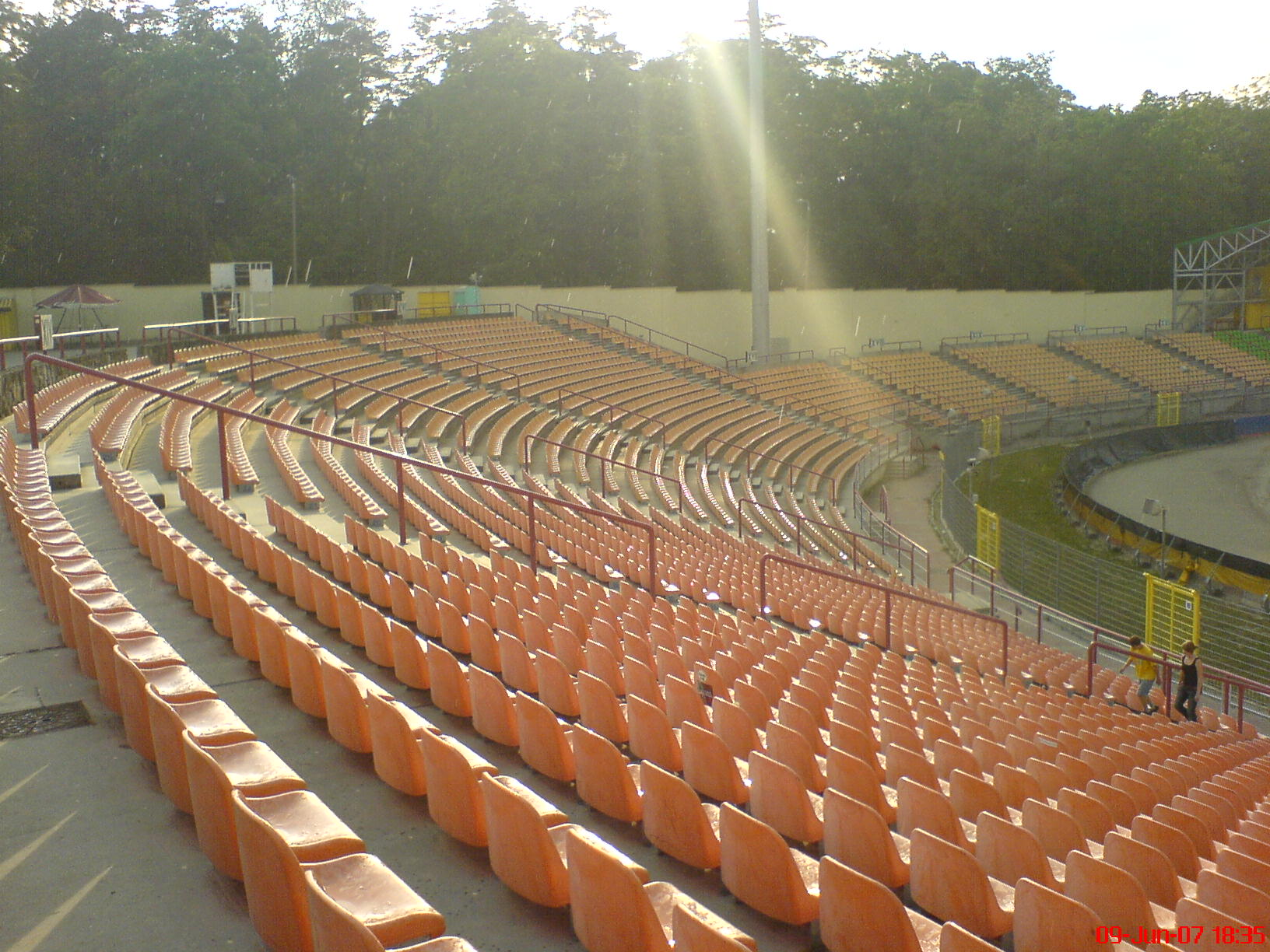
amfiteatr 1
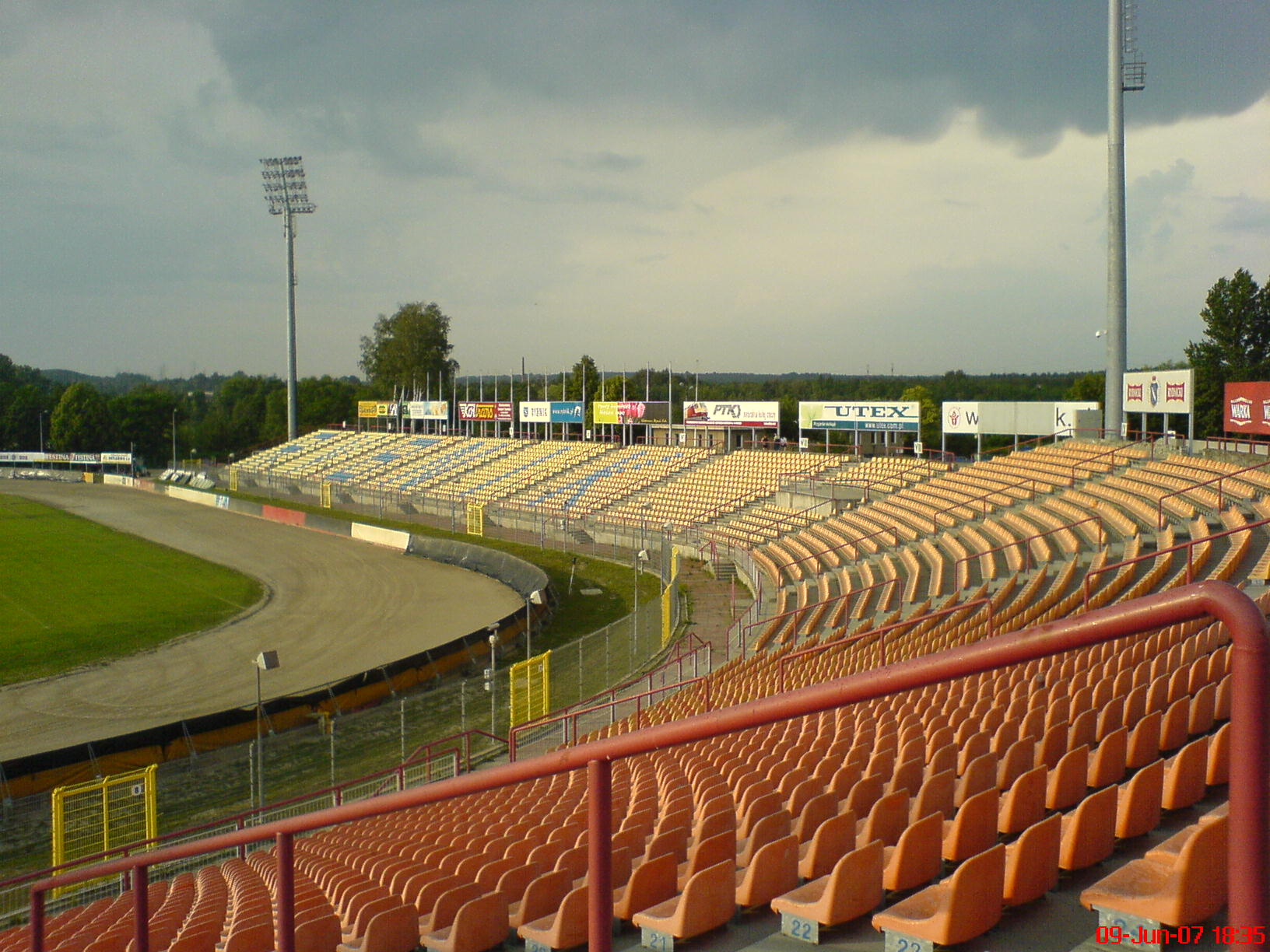
amfiteatr 2
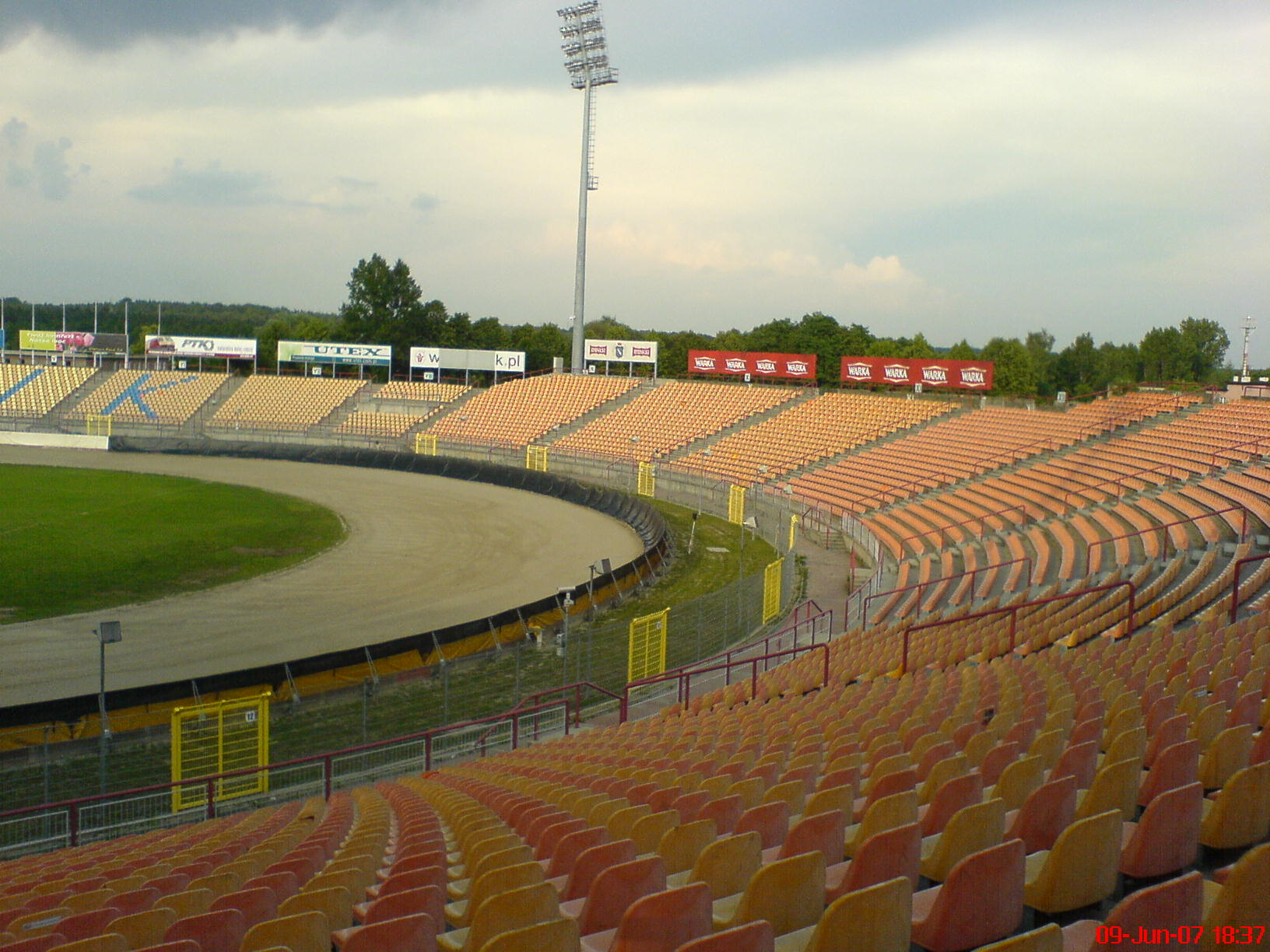
amfiteatr 3
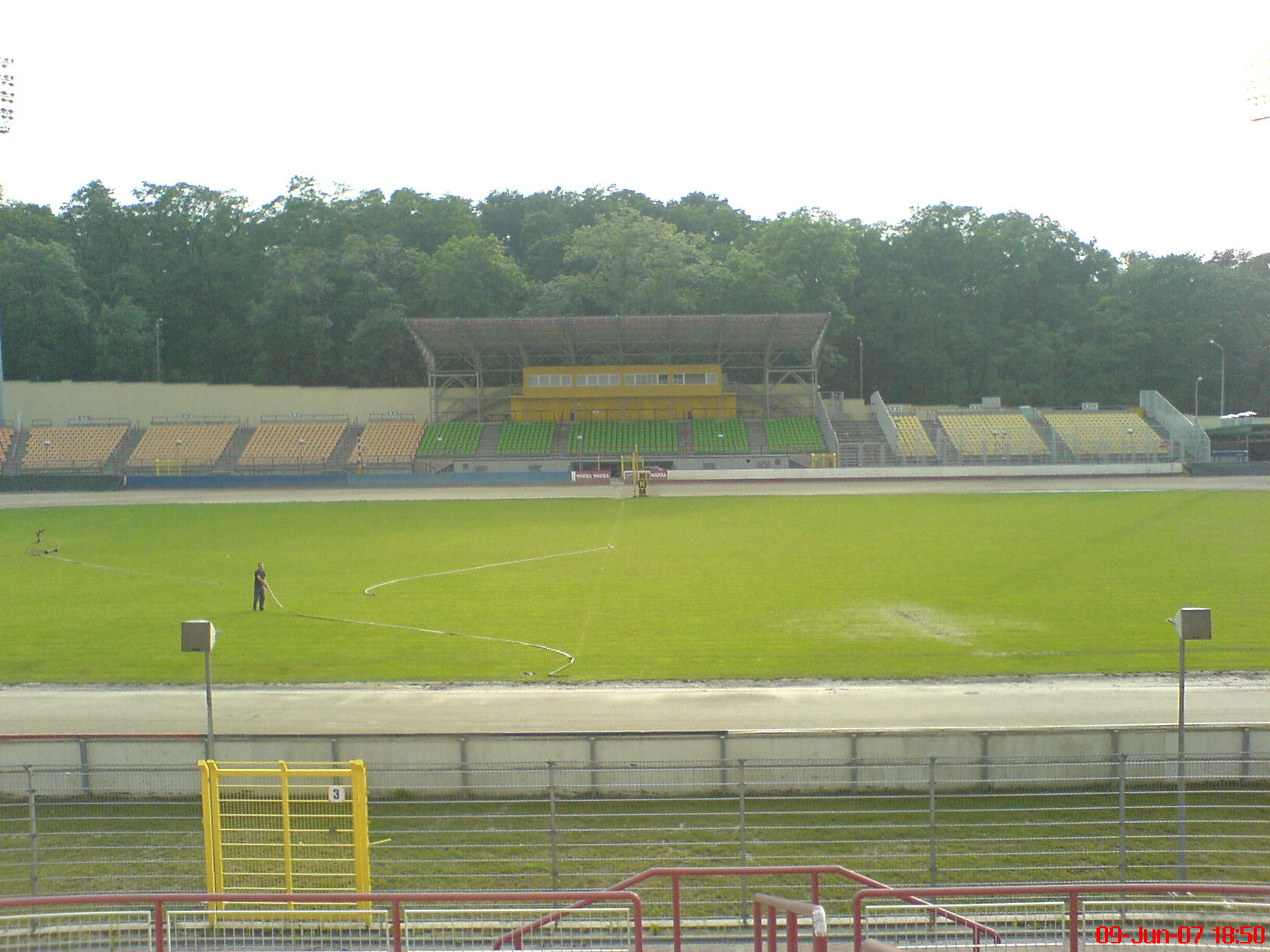
trybuna
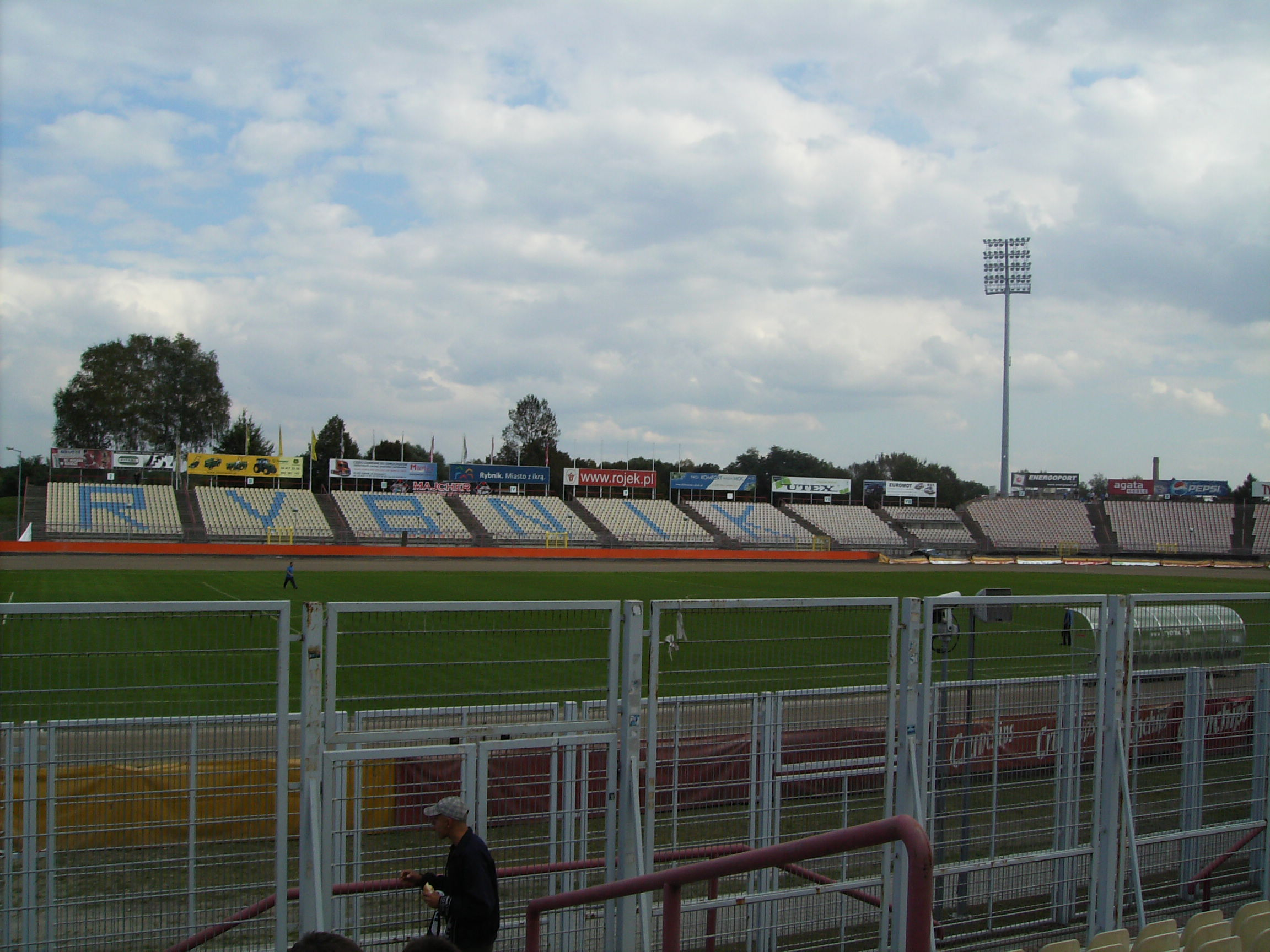
trybuna 2
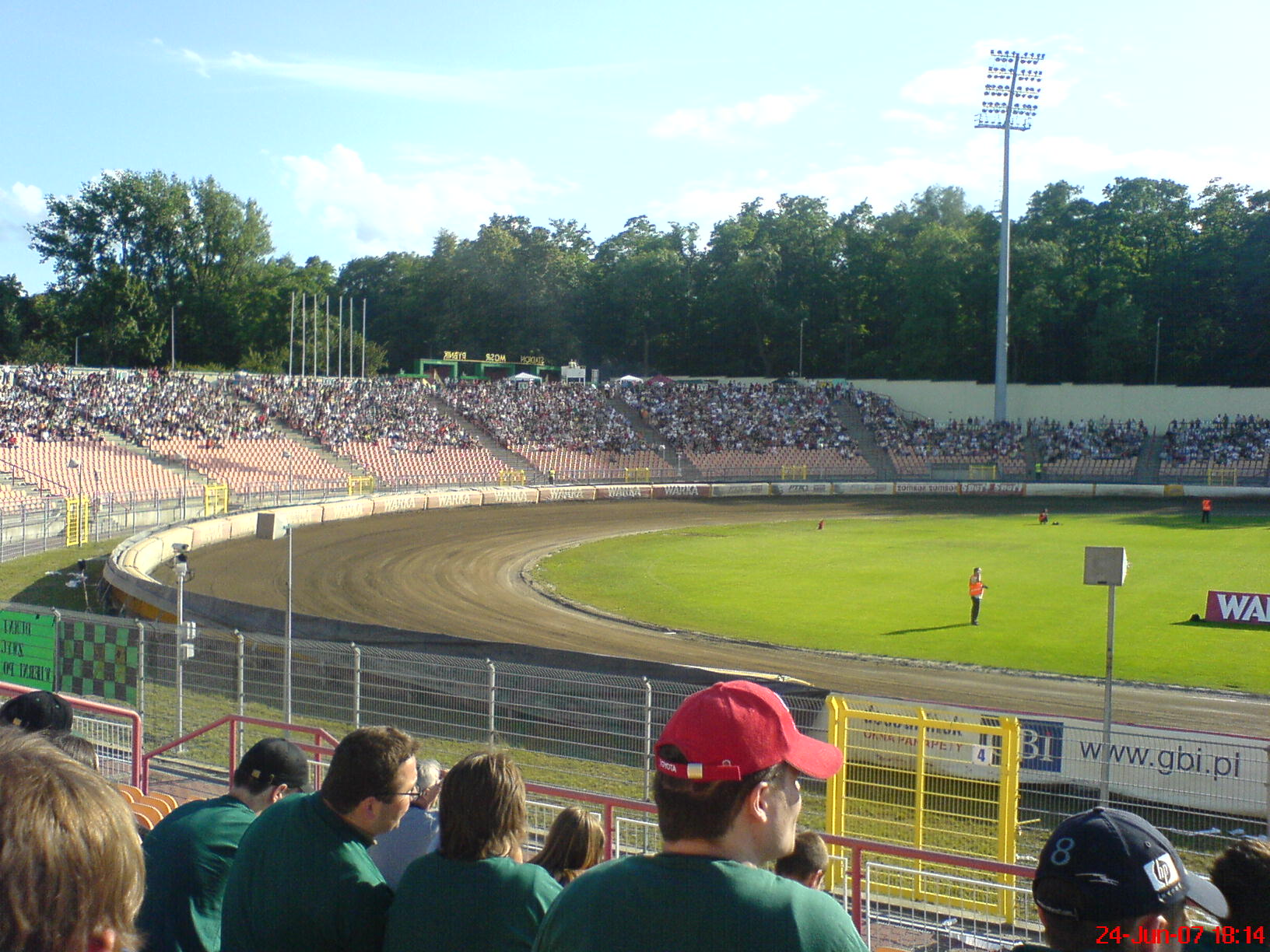
mecz na Stadionie Miejskim
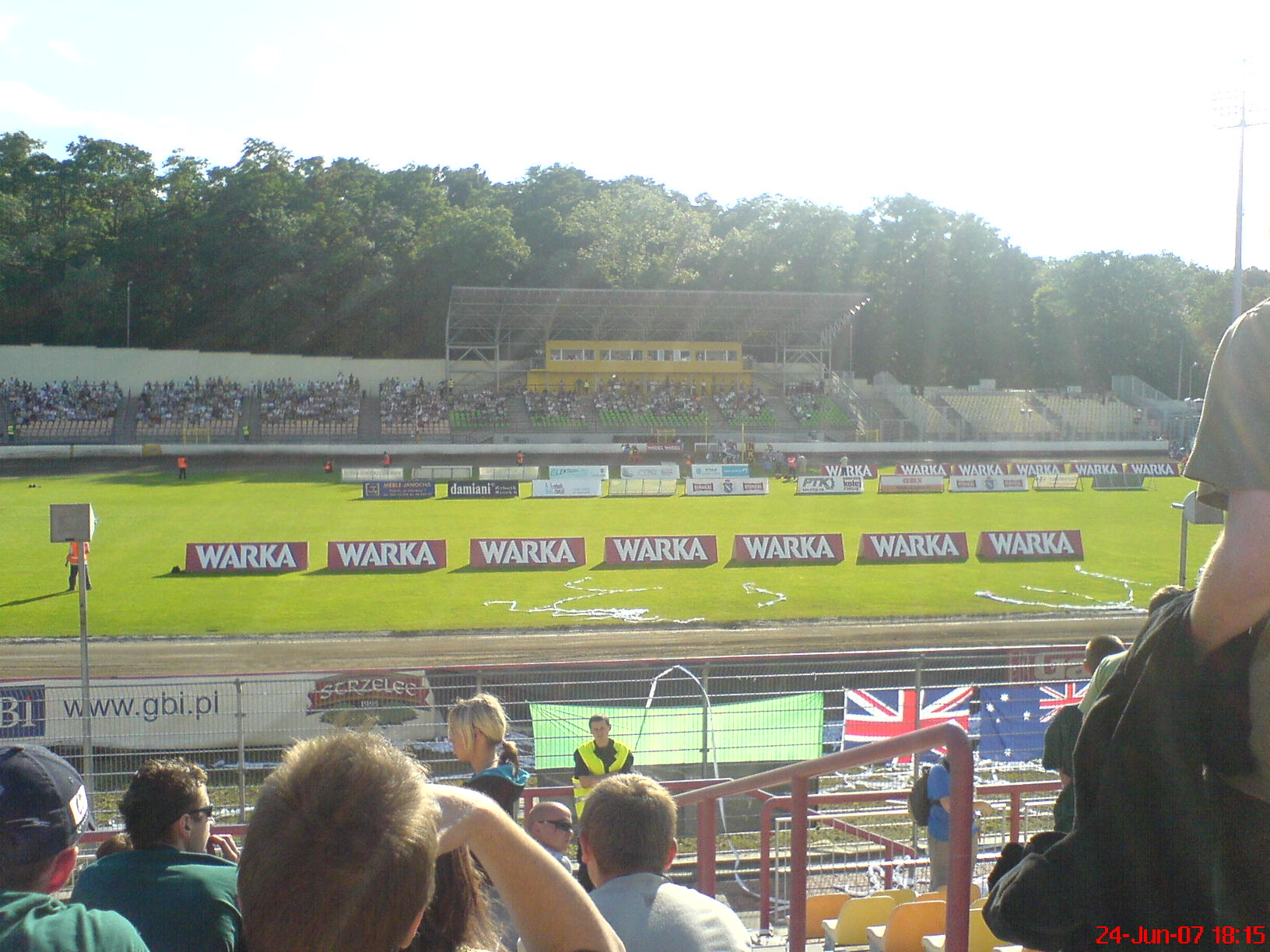
mecz na stadionie w Rybniku